# ماریون وودمن
ماریون وودمن (به انگلیسی: Marion Woodman) (زاده ۱۵ اوت ۱۹۲۸ - درگذشته ۹ ژوئیهٔ ۲۰۱۸) نویسنده اسطوره‌ساز و چهره شاخص فعال امور زنان بود.
او زاده شهر لندن در ایالت انتاریوی کانادا بود.
آثار او در زمینه روانشناسی زنان با تمرکز بر روح و روان آنان خوانندگان بسیاری دارد.
علاوه بر این او به‌عنوان یک شاعر و سخنران بین‌المللی نیز شناخته می‌شد.